# Philidris
Genre
Philidris est un genre d'insectes hyménoptères de la famille des Formicidae.

## Liste d'espèces
Selon BioLib (23 juillet 2020) :
- Philidris brunnea (Donisthorpe, 1949)
- Philidris cordata (Smith, 1859)
- Philidris cruda (Smith, 1860)
- Philidris jiugongshanensis W. Wang, & W.-L. Wu, 2007
- Philidris laevigata (Emery, 1895)
- Philidris myrmecodiae (Emery, 1887)
- Philidris nagasau (Mann, 1921)
- Philidris notiala Zhou & Zheng, 1998
- Philidris pubescens (Donisthorpe, 1949)